# Ustrój polityczny Tessalów
Ustrój polityczny Tessalów (stgr. Θετταλῶν πολιτεία) – traktat polityczny wchodzący prawdopodobnie w skład Arystotelesowskiego cyklu politei.

## Powstanie
Valentin Rose w Aristotelis qui ferebantur librorum fragmenta zidentyfikował sześć fragmentów Ustroju politycznego Tessalów. Składają się na nie cytaty z piętnastu autorów, którzy powołują na Arystotelesa, przy czym tytuł dzieła wymienia tylko w trzech z nich. Rose podaje go za Biblioteką Focjusza jako Θετταλῶν πολιτεία, Karl Müller w Fragmenta historicorum Graecorum podąża za lekcją z Leksykonu Harpokrationa Κοινὴ Θετταλῶν πολιτεία. Wzmianki te sugerują przynależność utworu do cyklu politei, stworzonego przez Arystotelesa i/lub jego uczniów około 330 roku p.n.e., w związku z pracami nad Polityką. Historycy nie są w stanie zweryfikować tej informacji; możliwe jest także, że praca ta znajdowała się jedynie w bibliotece Arystotelesa, a została mylnie zakwalifikowana do jego twórczości w trakcie poszukiwań dzieł Stagiryty zleconych przez Ptolemeusza II, lub została w ogóle napisana znacznie później.

## Transmisja
Najwcześniejsze cytaty podające tytuł dzieła pochodzą dopiero z II wieku n.e.; w szczególności Ustrój polityczny Tessalów nie został uwzględniony w Heraclidis Epitome, który zawiera wyciągi z 44 części cyklu, a bywa przypisywany między innymi Heraklejdesowi Lembosowi, żyjącemu w II wieku p.n.e. w Aleksandrii. Być może ze względu na słabe zainteresowanie tekstem komentatorzy z II wieku n.e. znali już tylko wypisy. Dzieło w jakiejś formie musiało być znane Sopatrowi z Apamei, Focjusz bowiem, opisując XII księgę Wyciągów różnych wymienia Ustrój polityczny Tessalów na pierwszym miejscu wśród innych politei (Phot. 161 104b–105a). Z późnego antyku pochodzą najpóźniejsze cytowania dzieła, scholia do Platona napisane przez neoplatończyków oraz spisane przez – skądinąd nieznanego – Filargiriusa komentarze do Georgików Wergiliusza.

## Źródła
Nie znamy bazy źródłowej, na podstawie której powstał Ustrój polityczny Tessalów. Autor piszący w czasach Arystotelesa mógł korzystać z Thettaliki Hellanikusa oraz z dzieła o nieznanym tytule, napisanym przez Kritiasa.

## Treść
Następujące fragmenty zostały zidentyfikowane przez Valentina Rose'a:
| Fragment | Treść                                                                                          |
| -------- | ---------------------------------------------------------------------------------------------- |
| F 495    | Etymologia nazwy wina Aminaeos                                                                 |
| F 496    | Etymologia toponimu Korakas                                                                    |
| F 497    | Podział Tesalii na 4 regiony dokonany przez Aleusa                                             |
| F 498    | Dokonany przez Aleusa podział Tessalii na kleruchie i zobowiązania rekrutacyjne tych jednostek |
| F 499    | Naczynie na wino nazywane przez Tessalów lagynos                                               |
| F 500    | Różnice pomiędzy chlamis i chlaina                                                             |

Z punktu widzenia historii Tesalii najważniejsze są fragmenty dotyczące reform Aleusa. Forma, w jakiej się one zachowały, nie pozwala jednak na ich jednoznaczną rekonstrukcję – zaproponowano wiele daleko idących emendacji tekstu. Wątpliwa jest też wiarygodność przekazu – Sławomir Sprawski uważa, że informacje dotyczące Tesalii przełomu VI i V wieku p.n.e. mogą być anachronizmami, inspirowanymi propagandą Jazona z Feraj.